# کاژیمیش کبیر
کاژیمیش سوم (لهستانی: Kazimierz Wielki؛ ‏ تلفظ لهستانی: [kaˈʑimjɛʂ]؛ ‏۳۰ آوریل ۱۳۱۰ – ۵ نوامبر ۱۳۷۰) که از ۱۳۳۳ تا ۱۳۷۰ میلادی سلطنت کرد، آخرین شاه لهستان از خاندان پیاست و پسر ولادیسلاو اول و دوشس هدویگ کالیسز بود.
او در کوفال به دنیا آمد. کاژیمیش نخست با آنا دختر دوک لیتوانی ازدواج کرد. حاصل این ازدواج دو دختر به نام‌های کانیگونده و الیزابت بودند که اولی با لوئی ششم، پسر امپراتور لودویگ چهارم، ازدواج کرد و دیگری به عقد دوک بوگیسلاس پنجم، حاکم پومرانی، درآمد. آلدونا، همسر اول کاژیمیش، در ۱۳۳۹ مرد. کاژیمیش پس از این واقعه، با آدلاید دختر حاکم هسه، ازدواج کرد. این ازدواج در ۱۳۵۶ میلادی به طلاق ختم شد. کاژیمیش پس از این اتفاق با کریستینا و بعداً نیز با هدویگ، دختر دوک ژاگانی، ازدواج کرد. از این چهار ازدواج هیچ فرزند پسری به دنیا نیامد و کاژیمیش بدون ولیعهد باقی‌ماند.
با مرگ کاژیمیش در ۱۳۷۰ میلادی بر اثر جراحات حاصل از شکار، برادرزاده او، لایوش یکم که فرمانروای مجارستان نیز بود، به سلطنت لهستان رسید.

## نگارخانه

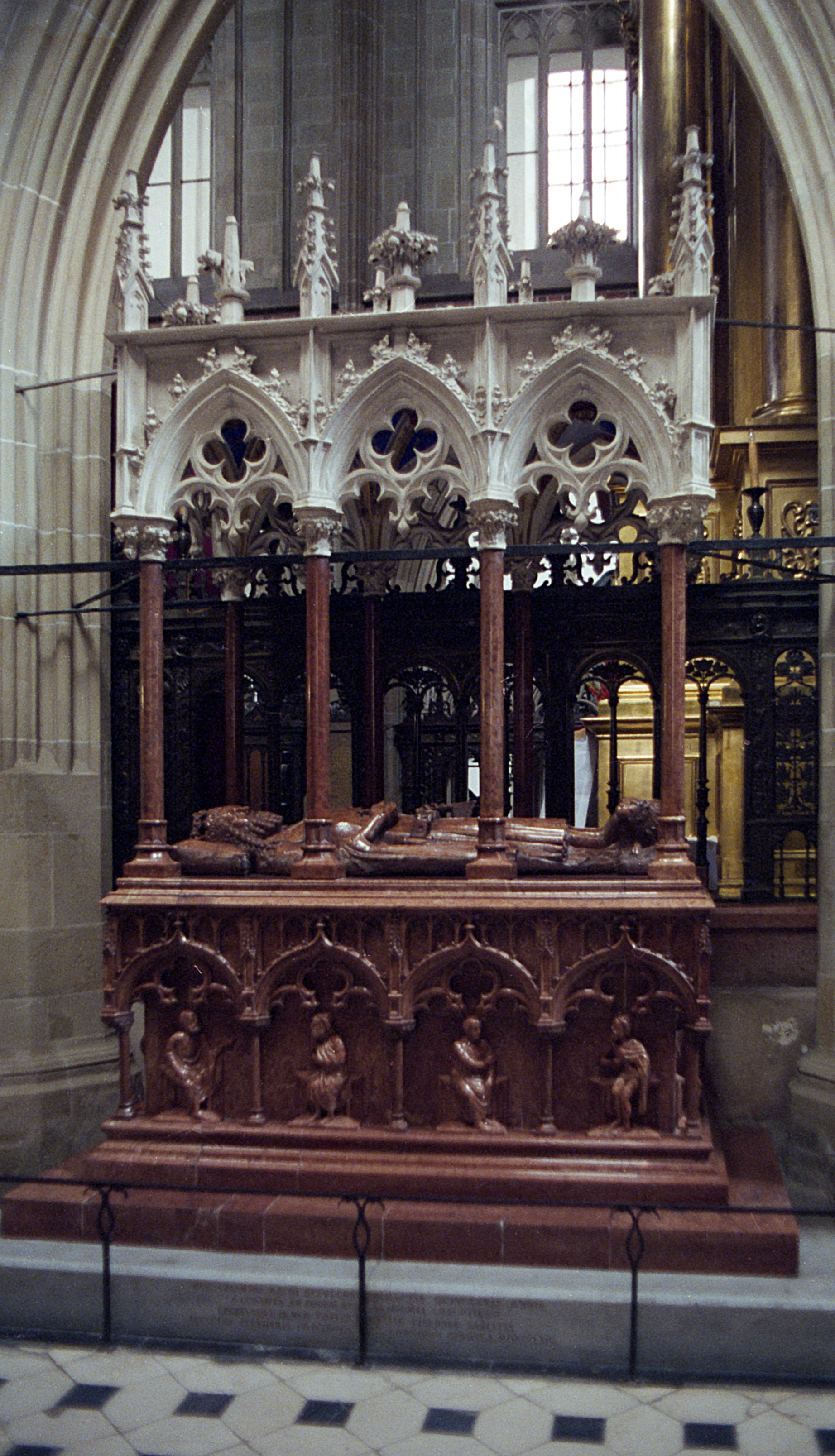
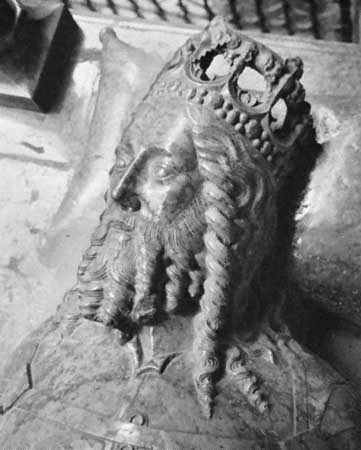
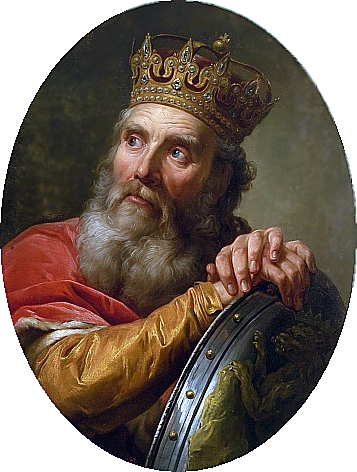
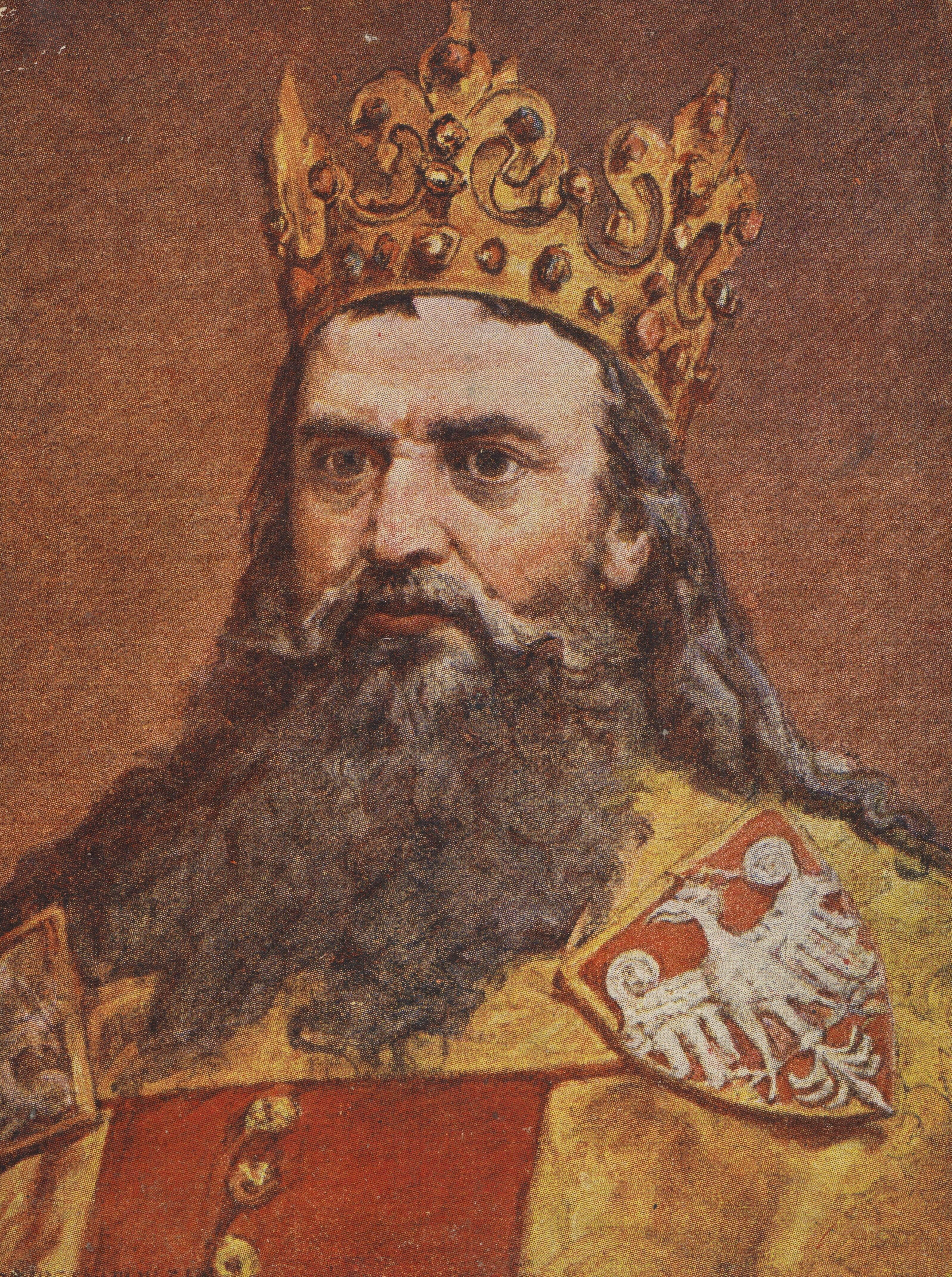
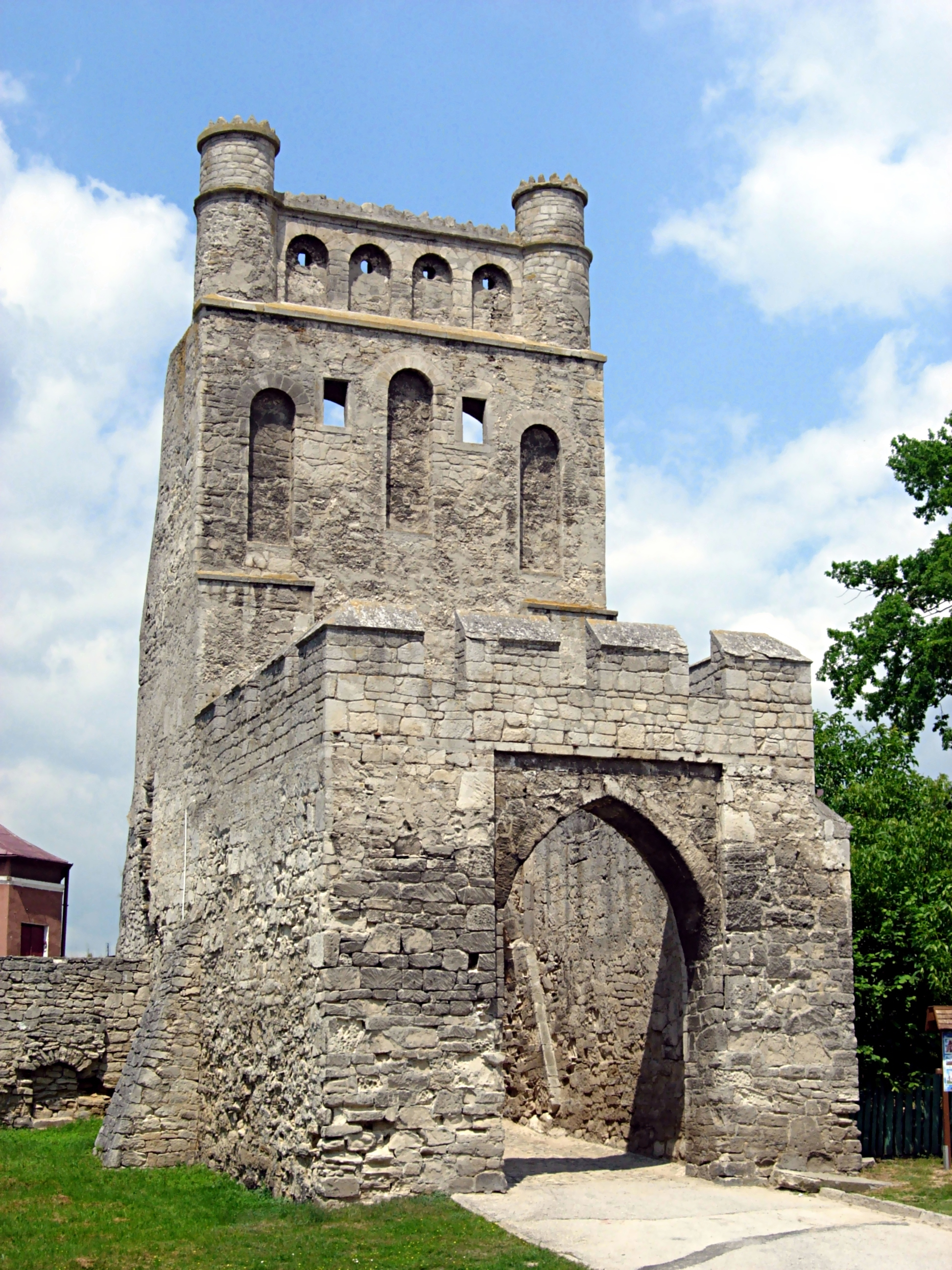
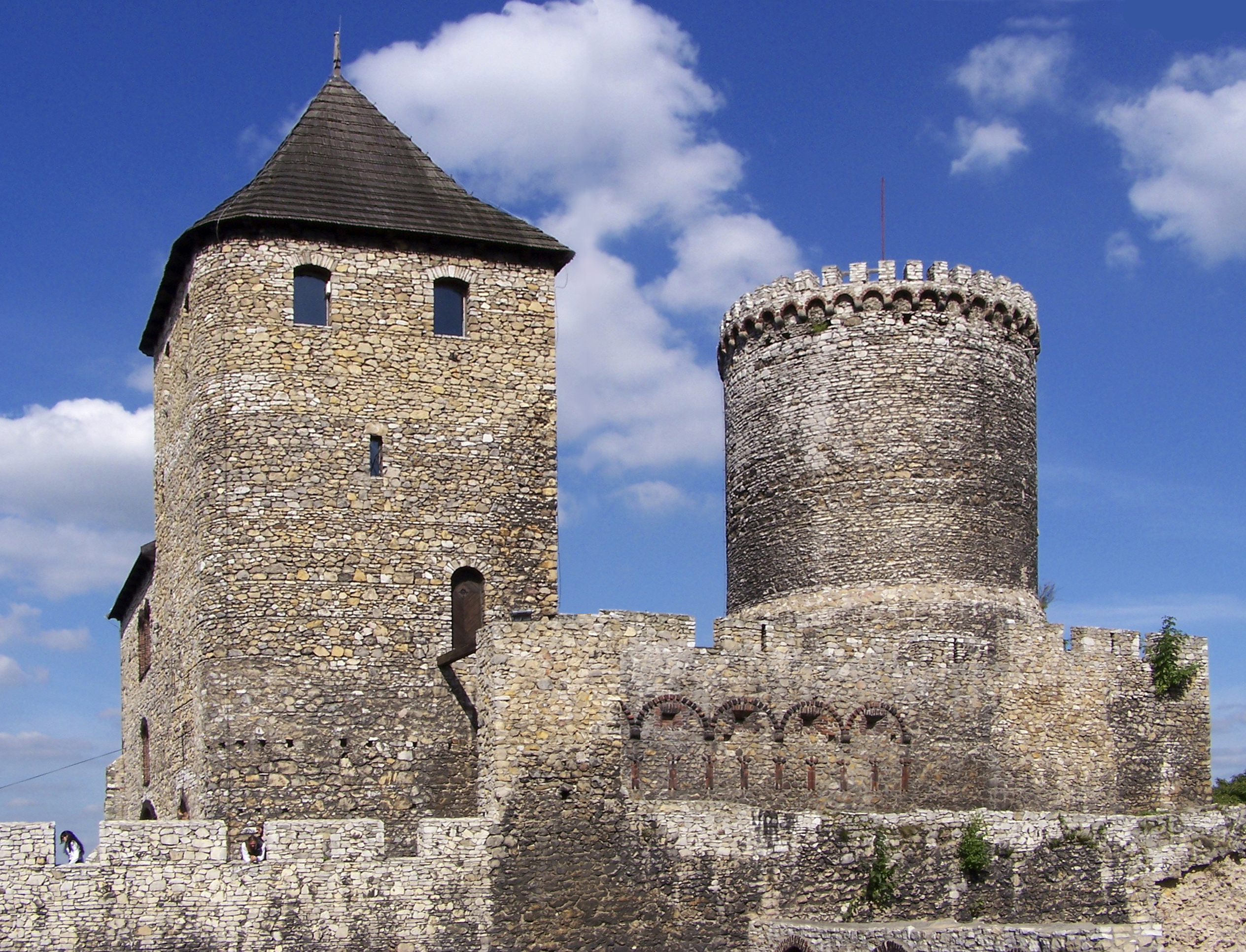
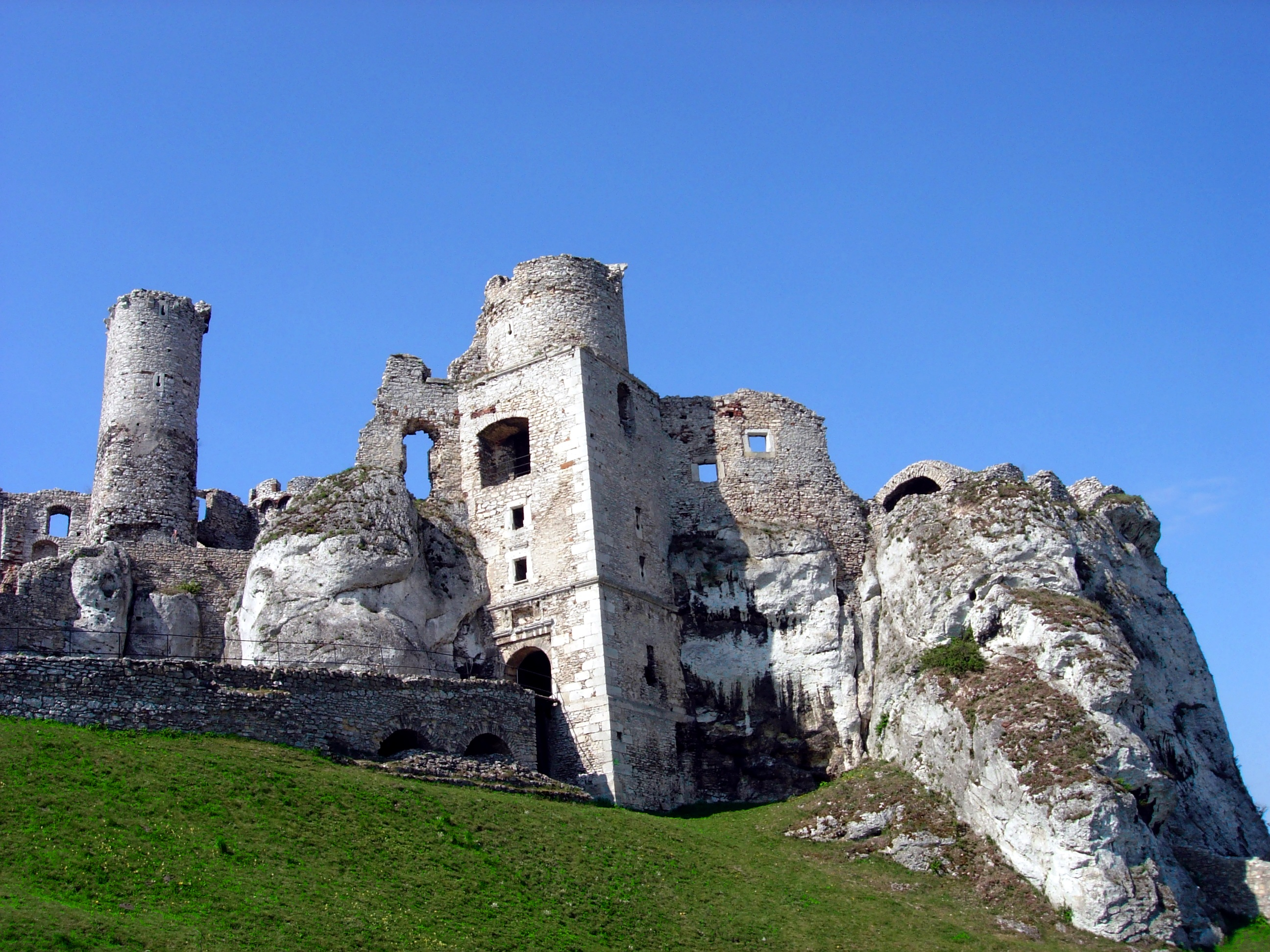
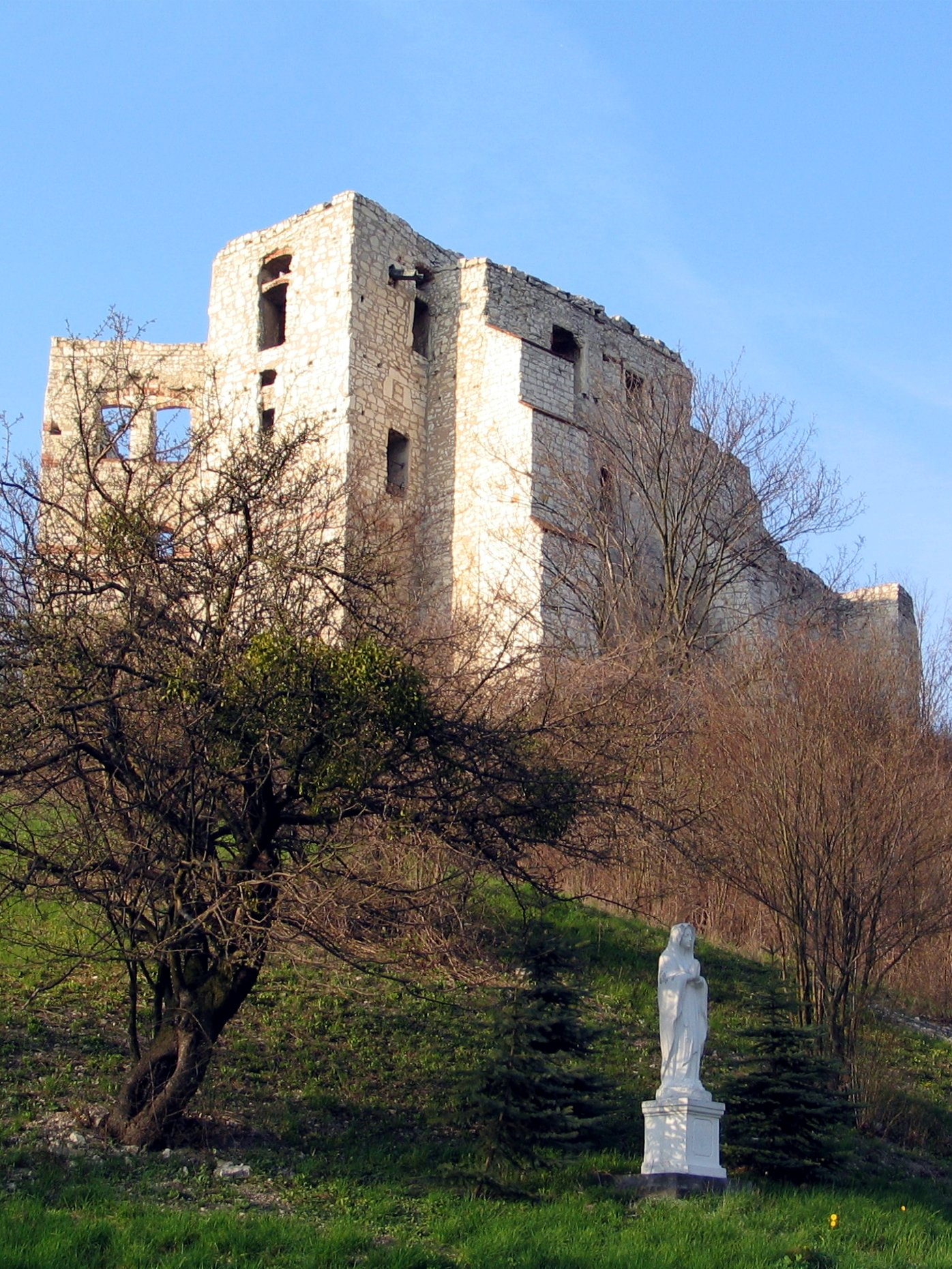
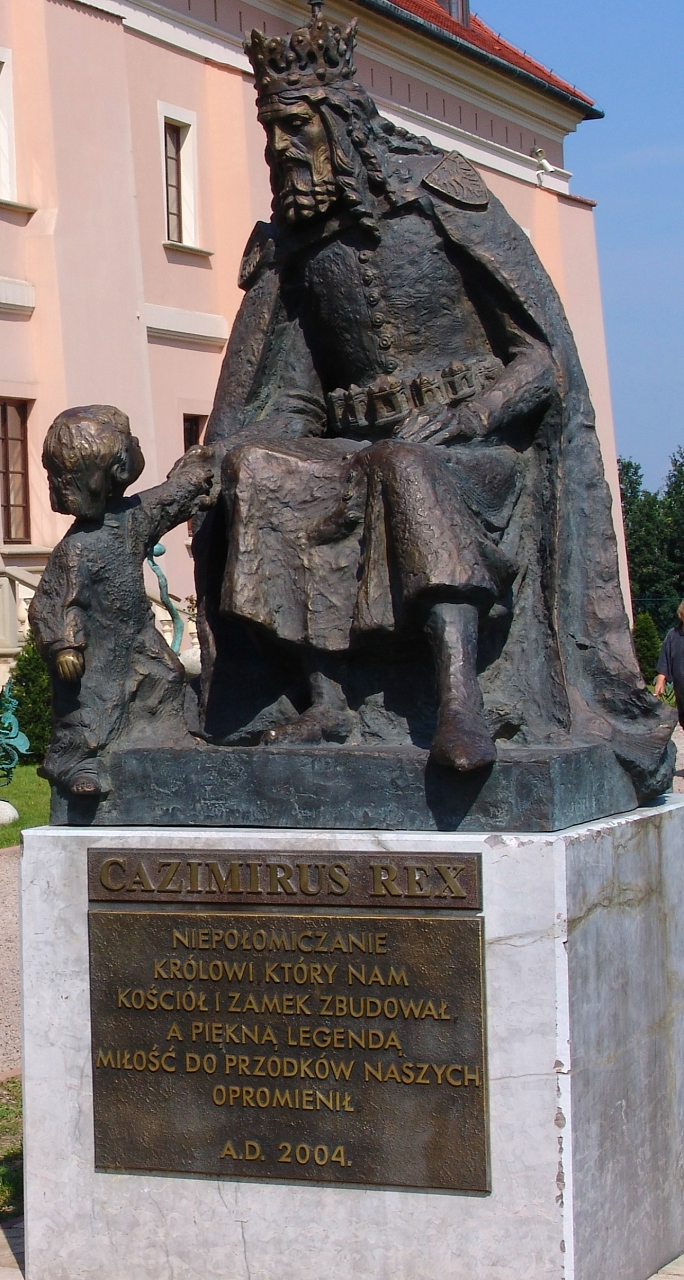
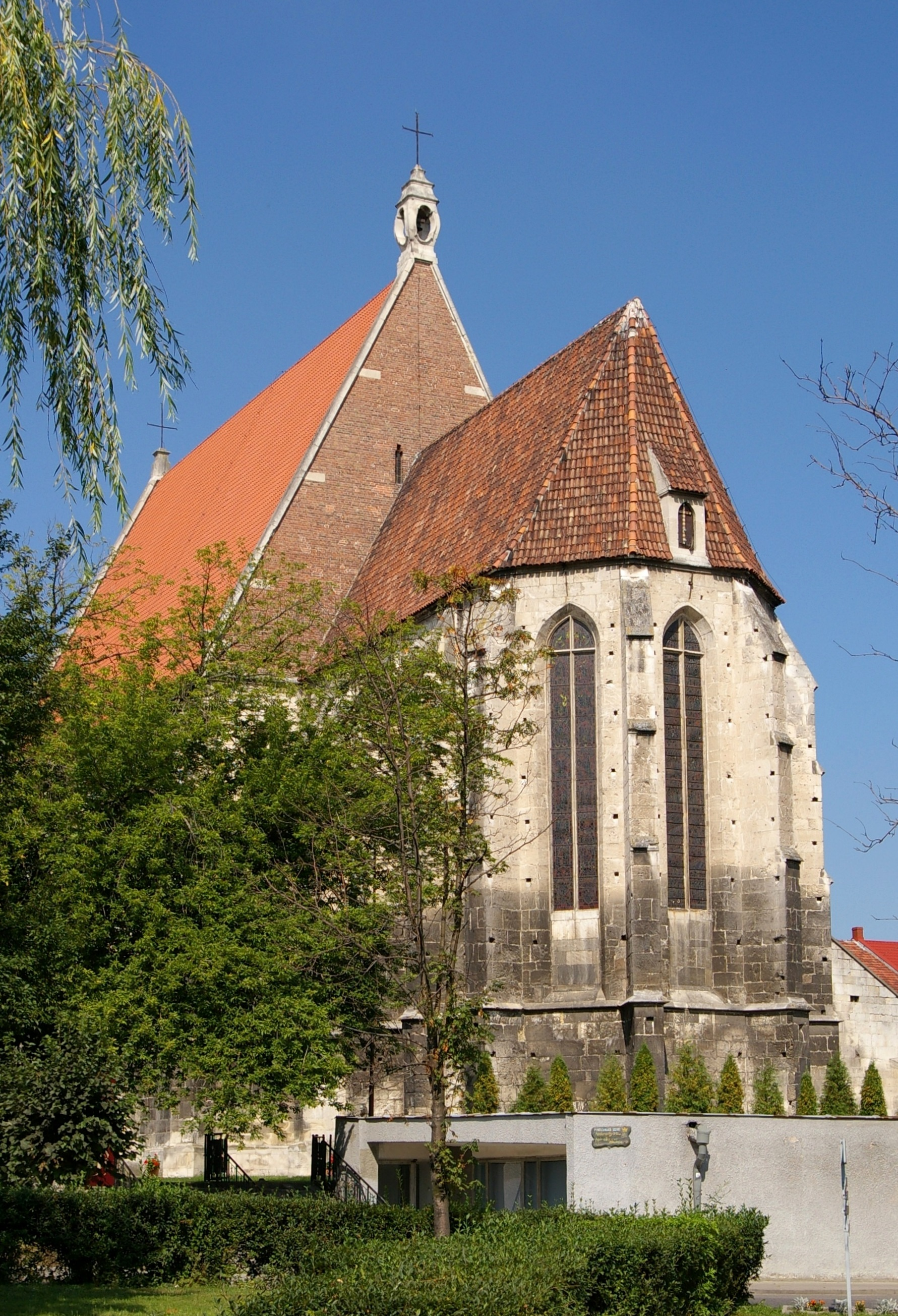
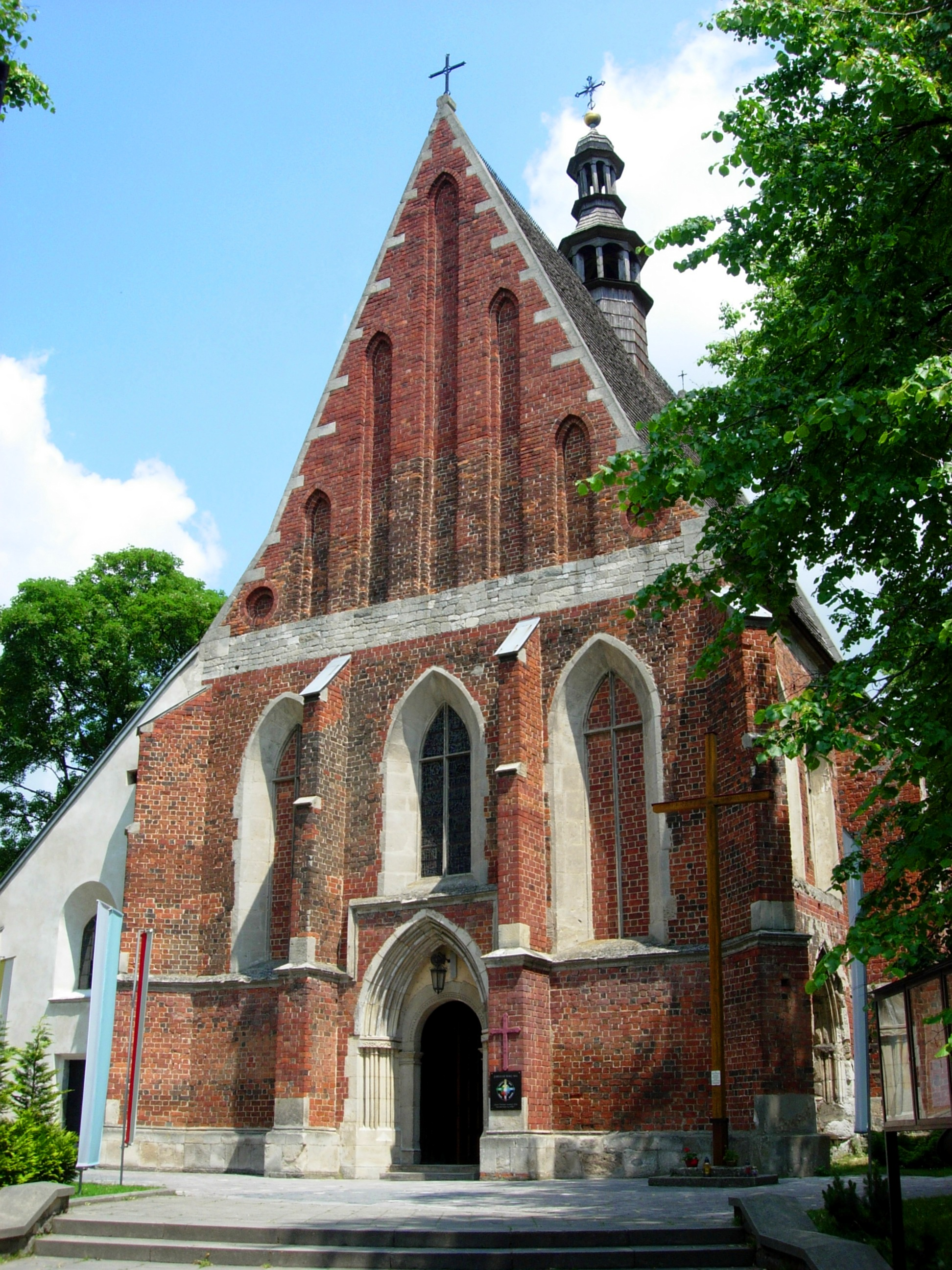
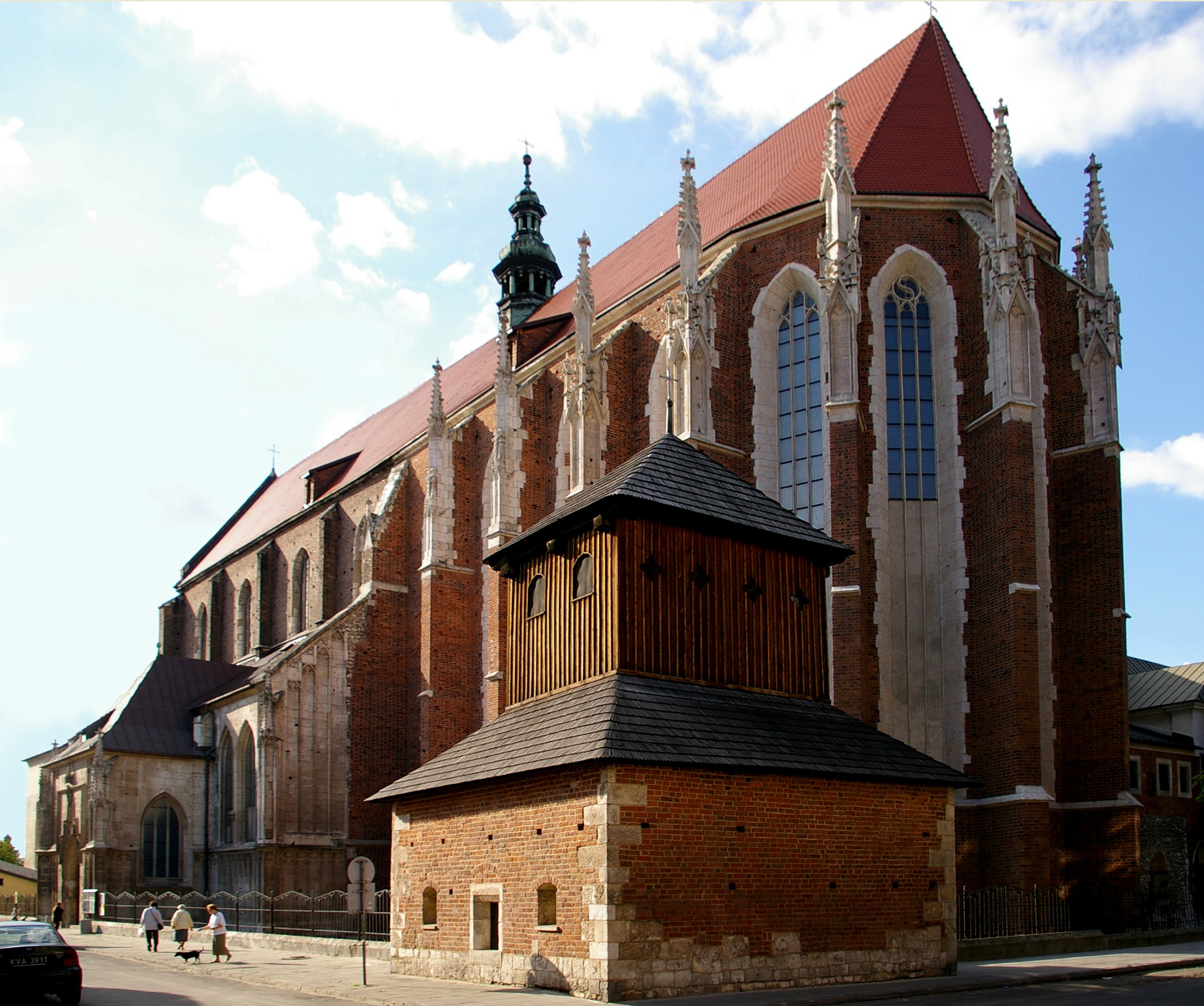
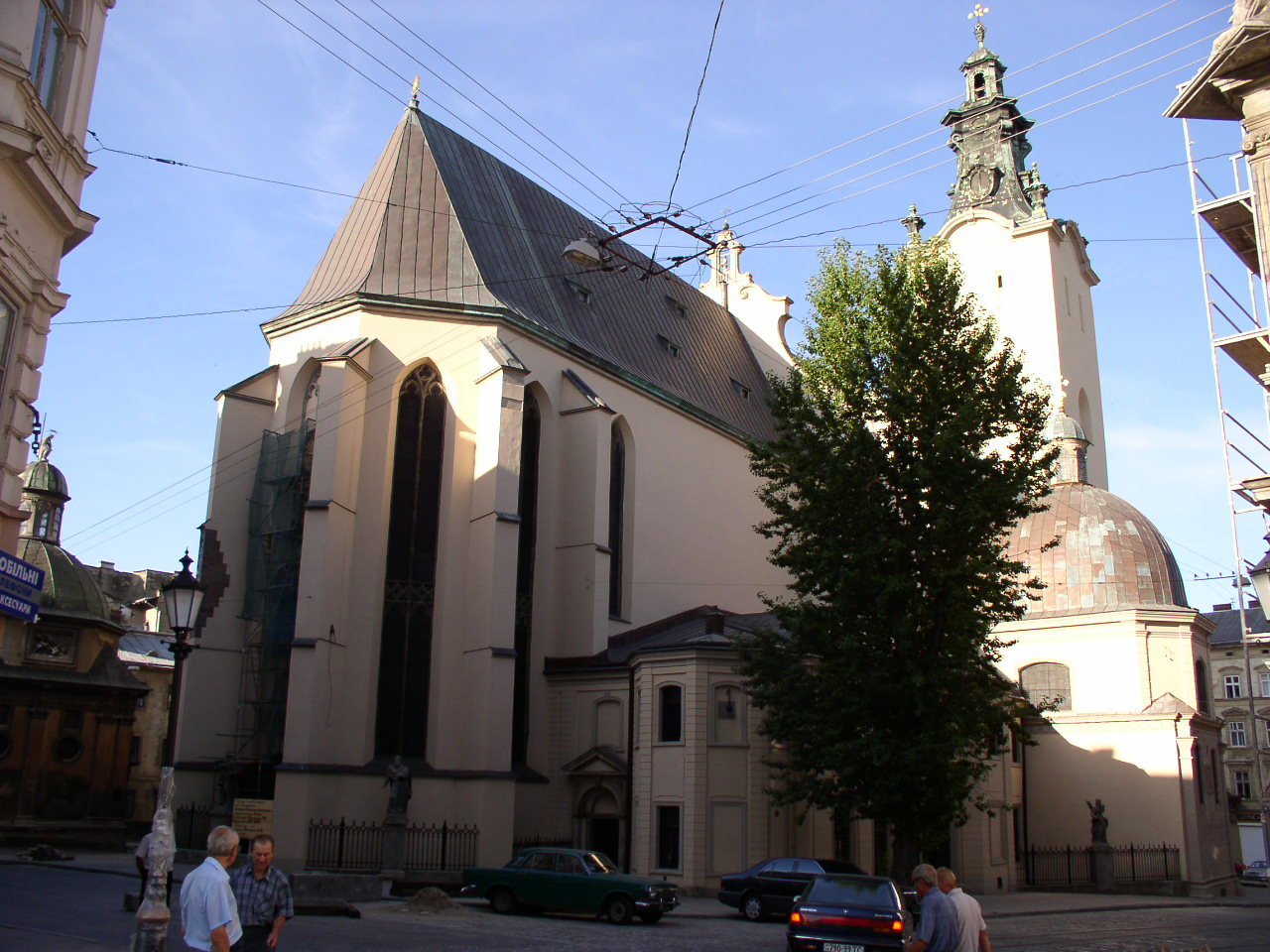
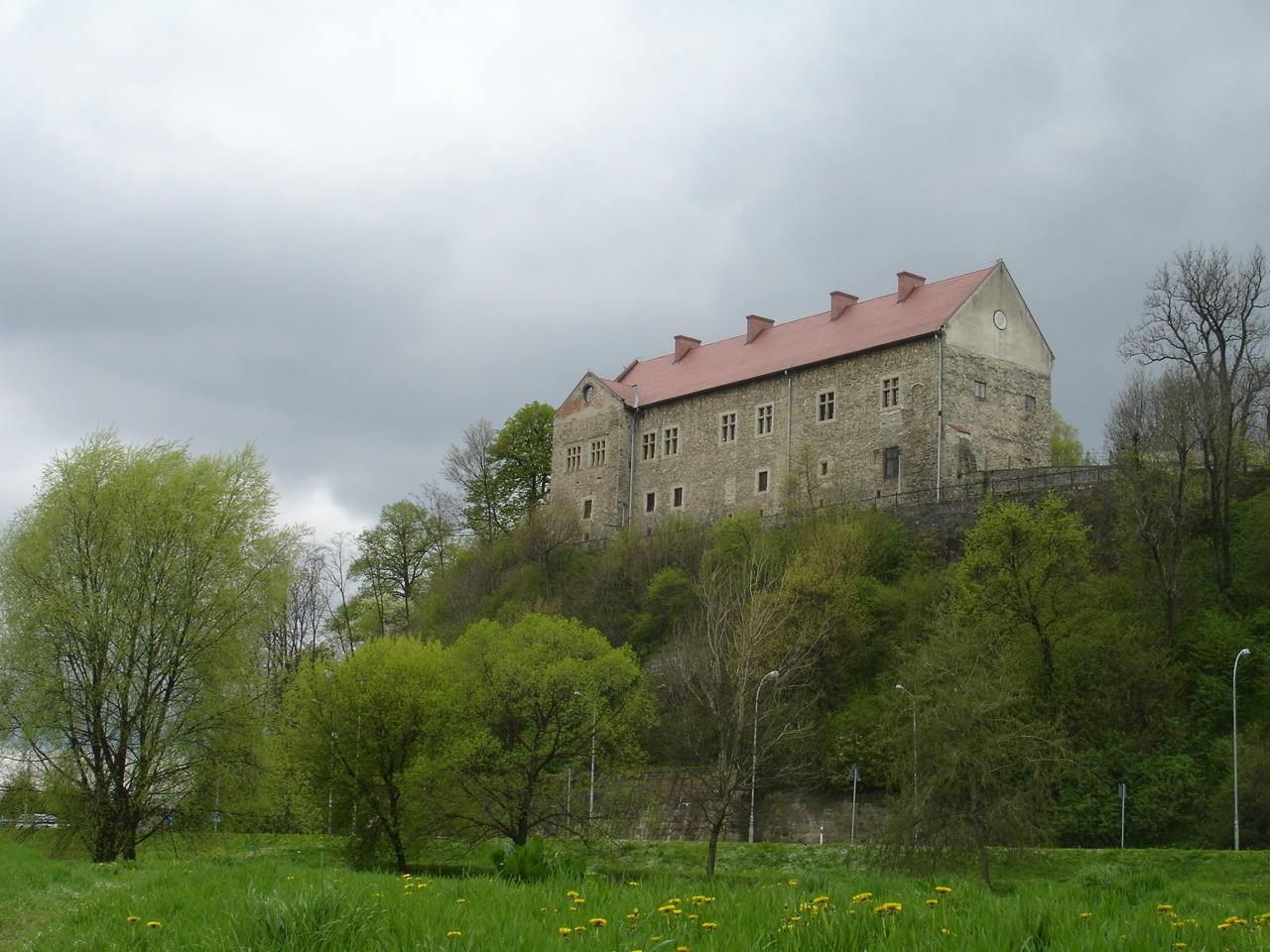
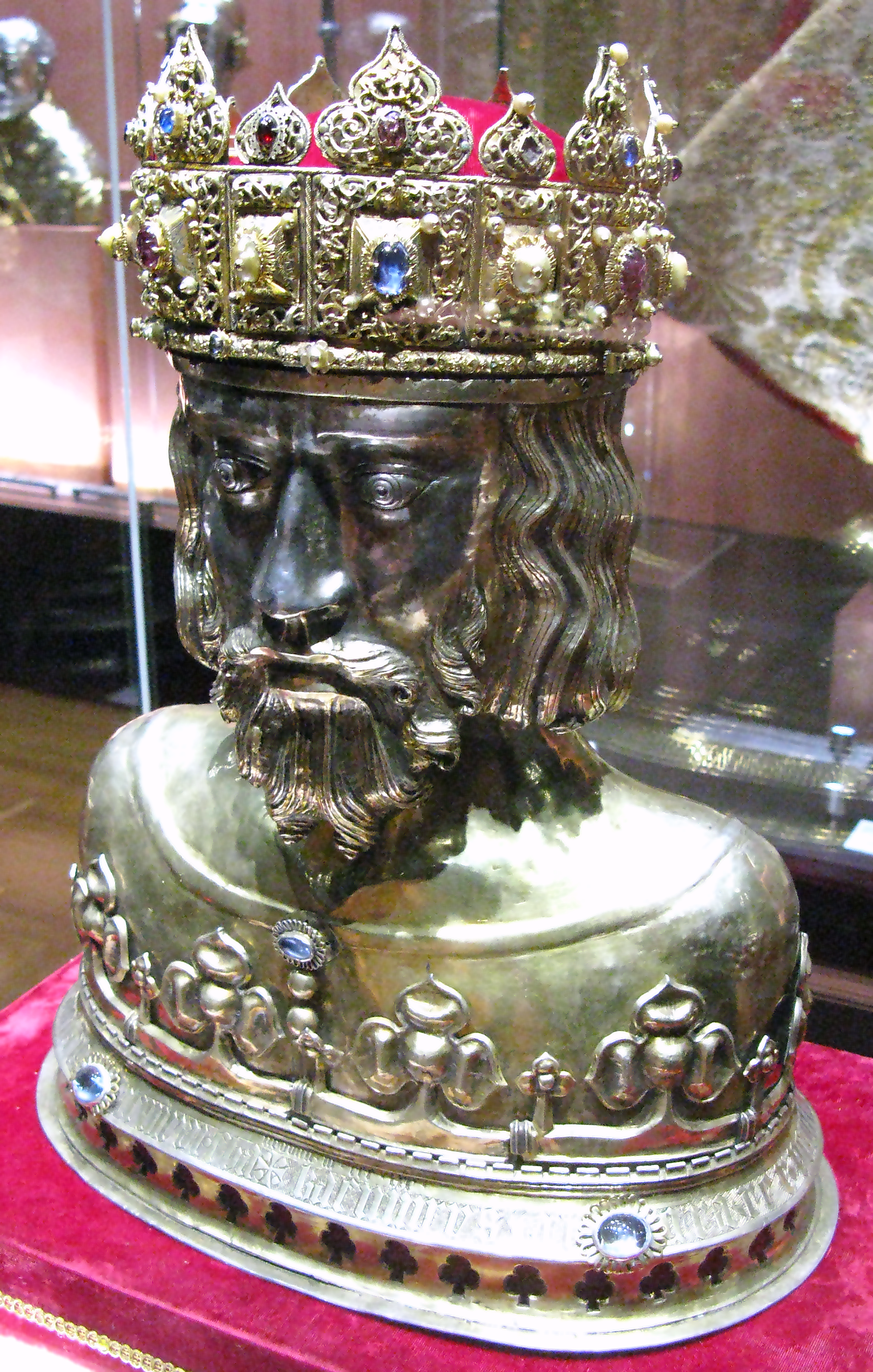